# Plagiolepis arnoldii
Plagiolepis arnoldii är en myrart som beskrevs av Gennady M. Dlussky 1990. Plagiolepis arnoldii ingår i släktet Plagiolepis och familjen myror. Inga underarter finns listade i Catalogue of Life.